# T-HR3
T-HR3は「アシスタント」「福祉」「製造」「モビリティ」など「人の活動をサポートする」事を目指してトヨタ自動車が開発した第3世代のヒューマノイドロボットの総称。2017年11月29日から12月2日まで東京ビッグサイトで開催された2017国際ロボット展に出展された。
2005年3月から開催された愛・地球博のトヨタグループ館で発表された第1世代のトヨタ・パートナーロボットは指の動きなどプログラミングに基づく位置制御の正確さを追求していた。
T-HR3のコア技術であるトルクサーボモジュールは、トルクセンサー、モーターや減速機などから構成され、トヨタ自動車が多摩川精機株式会社および日本電産コパル電子株式会社と共同開発。
T-HR3の関節29か所に配置されたトルクサーボモジュールは、内蔵された高感度トルクセンサーによりトルクを感知し、意図したトルクを出力できるよう、モーターを制御。ロボットの関節を柔軟に制御することでしなやかな動きと周囲の人や物などに接触してもバランスを維持できる全身協調バランス制御を実現している。
トヨタ自動車は、「トヨタはクルマだけでなく、様々なモビリティにより、『すべての人に移動の自由を』提供することを目指しており、T-HR3もこの想いに沿って開発した。パートナーロボット部は、『かしこさ』だけでなく、安心感を与えてくれるような『やさしさ』を兼ね備えたロボットを開発することに全力で取り組んでいる。T-HR3の最先端技術は、今後のパートナーロボットの発展に貢献する画期的な開発であると考えている」と話している。
また、T-HR3に関しては、家庭や医療機関など様々な場面で人に寄り添い、生活を安全にサポートするやさしくてしなやかな動きが可能なロボットを目指し、将来は、家庭や医療機関だけでなく、災害地、建設作業、宇宙などで活躍するロボットへの応用を視野に入れている。

## スペック
- 身長 - 1540ミリ
- 重量 - 75キログラム
- 移動方式 - 二足歩行
- 自由度 - 32軸＋10指

## 主な特徴
- ロボット関節の柔軟制御
  - トルクサーボ技術によって、関節を柔軟に制御することで、周囲との接触によって受ける力をやわらかく受け流し、人、物などを傷つけることなく、安全・確実に作業することができる。
- 全身協調バランス制御
  - 様々な姿勢をとる際に、周囲の人、物などとの接触によって生じる外力に対し、全身を使ってバランスを維持する。
- リアルな遠隔操縦
  - マスター操縦システムにより、操縦者とロボットがトルクを共有し、操縦者の分身であるかのような感覚での操縦を実現。マスターフットは、操縦者の自然な動作からロボットの足運びや体重移動を操作できる。